# 中国反美情绪

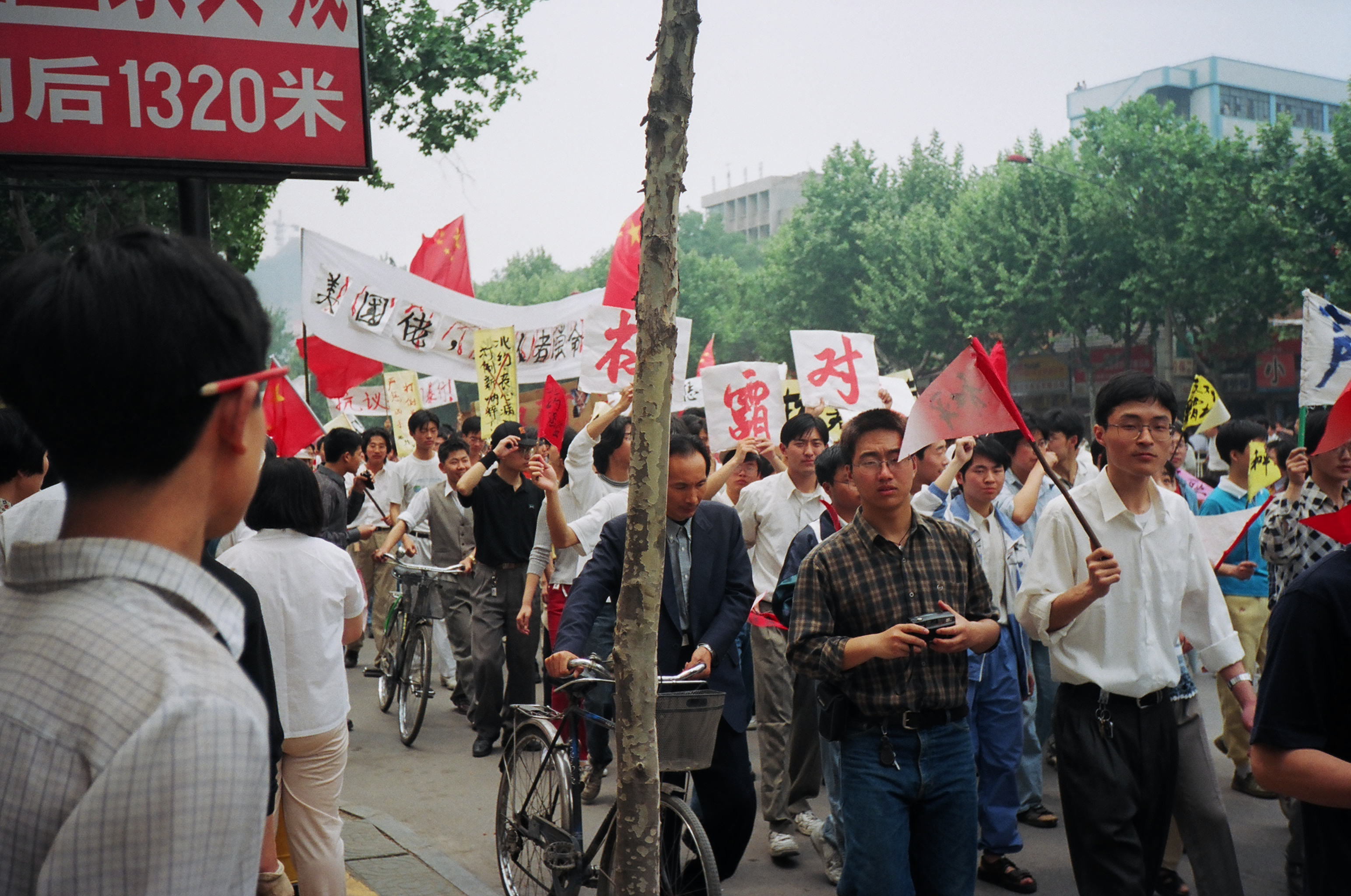
1999年，美国轰炸中国驻南联盟大使馆后，南京发生反美抗议活动

中国反美情绪（英语：Anti-American sentiment in mainland China），始于19世纪初清末的中国人对外国国家和外国人的不了解与轻视，由于在1900年清末的义和团运动中美国海军陆战队与其他大国一起参与了镇压，导致中国人的反美情绪在这场运动中达到了高潮。1905年，华人抵制美国商品以抗议美国对居住在美国的华人的歧视，这次事件对中国人对于美国的负面态度造成了重大影响。中国内战结束以后，美国和中华人民共和国在朝鲜战争中打了一场不宣而战的战争，14.8万名中国士兵在朝鲜战争中丧生，此次战争给中美双方留下了痛苦的感情。1970年后，两国关系回暖，但自2010年代末美国总统特朗普对中国发动贸易战以来，大规模的反美情绪又开始显著上升。

## 历史

### 1905年抵制
为了应对美国对华人移民的严格限制，居住在美国的华侨华人组织了一场抵制活动，中国人拒绝购买美国产品。
此次运动是由总部设在美国的改革组织“保皇会”组织的。与义和团不同，这些属于保皇会的改革者是当时中国国内现代化的推动者。满清政府支持义和团，但这些以孙中山为代表的改革派反对政府。
抵制运动是由华南和华中地区的商人和学生发起的。但此次抵制运动只产生了很小的经济影响。因为在当时，除了标准石油公司的煤油，中国很少购买美国的产品。尽管如此，华盛顿方面仍旧非常愤怒，并且认为此次的抵制运动是义和团式的暴力攻击，要求北京政府停止抵制运动，否则将会采取其他的措施。当时的美国总统罗斯福还要求国会为海军远征提供特别资金。华盛顿方面拒绝考虑软化排华法案，认为这种行为是对美国根深蒂固的反华偏见的回应。但这种反华的情况普遍存在，尤其是在美国的西海岸。这件事情对海内外的中国人产生了深远的影响。 
拉尔森认为： 
|  | 这场抵制运动标志着中国大众政治和现代民族主义的开始。共同的民族主义愿望从未如此动员过世界各地的华人采取政治行动，将中国移民的事业与中华民族的命运联系结合在一起。 |

### 汪精卫政权
抗日战争时期，汪精卫政权成立中华民族反英美协会，组织反美活动。

### 冷战
在第二次中日战争和第二次世界大战期间，美国向蒋介石政权提供了经济和军事援助，以抵抗日本的侵略。后来随着共产党在中国内战中取得胜利，蒋介石政权转移到台湾，以及冷战的开始和麦卡锡主义在美国政治中的兴起，导致两国关系恶化。虽然美国最初预计蒋介石政权会迅速垮台，但中国和美国在1950年至1953年在朝鲜进行了一场重大的战争（即朝鲜战争）。结果，美国总统杜鲁门开始提倡遏制政策，并派遣美国第七舰队阻止共产党可能入侵台湾。并且，美国与台湾签署了《中美共同防御条约》，该条约一直持续到1979年，在此期间，北京的共产主义政府在外交上没有得到美国的承认。直至1950年，几乎所有的美国外交人员都离开了中国大陆。朝鲜战争期间，中共为了消除中国社会的“亲美、崇美、恐美”思想，面向全国展开的以“仇视”、“鄙视”及“蔑视”美帝国主义的政治思想教育运动，即三视教育运动，
由于中苏分裂和中国与苏联之间日益紧张的关系，美国总统尼克松发出了与中国外交重新和解的信号，并于1972年开始了正式访问。两国最终于1979年恢复了外交关系。

### 从1990年开始
1993年的银河号事件后，中国的民族主义和反美情绪激增。事件经过是当时一艘中国船只在国际水域被美国海军扣留，据美方称该船只载有向伊朗运输的化学武器原料，但经过数月的检查后最终确认银河轮上没有运载化学武器原料。1996年的第三次台海危机导致中国政府对美国所谓的中国遏制政策开始感到担忧，并认为美国应为中国与台湾双边关系中出现的重大问题而负责。中国政府认为美国对台湾的支持的主要目的是为了削弱中国。
在此期间，中国的知识分子也对美国产生了幻灭，《中国可以说不》等畅销书籍批评了美国的对华外交政策，并推动了中国基层的民族主义发展。1999年5月，美国轰炸了中国驻南斯拉夫大使馆，导致两国关系严重紧张。美国媒体报道称这是一次情报失误，而许多中国人认为此次事件是美国蓄意为之。爆炸事件的发生，再加上美国被认为缺乏道歉，导致在中国北京和其他主要城市爆发了大规模抗议活动。
2001年，中美飞机相撞海南岛事件，导致中方飞行员死亡、24名美国机组人员被拘留，中美外交关系进一步受损。
除此之外，当中国政府正式谴责9.11袭击事件时，《华盛顿邮报》记录了报道后公众的不同反应:“虽然普通中国人经常向美国人对于周二的恐怖袭击表示哀悼，但许多人在办公室、学校和网络聊天中表达了满意，他们认为这是对美国当之无愧的打击。”两个月后进行的2001年哈里斯民意调查显示，与日本、韩国和美国的受访者相比，北京的受访者更有可能不赞成美国政府的反恐军事行动。但值得让人注意的是，中国方面的言论主要是围绕着对美国国家政策的报复，而并不是对美国人的仇恨。
2002年针对9.11事件的中国网民调查发现，“国际合作”一词是最受关注的词汇之一。一篇中国媒体关于2019年9.11周年纪念的报道也表明，与过去相比，网上讨论9.11事件话题的言论变得更加克制。

#### 奥巴马政府
2008年美国总统奥巴马的当选在中国引起了积极的反响，暂时增加了中国对美国的好感，这也标志着美国对中国外交政策的转变。当时的国务卿希拉里·克林顿呼吁“重返亚洲”，即重新平衡美国在东亚的战略和经济利益，特别是在南中国海的航行自由巡逻权利。这一举动被广泛视为试图对抗中国在该地区的利益，作为回应，中国军队开始在该地区进行自己的建设，例如建立自己的防空识别区。
2009年，中国银行业监督管理委员会主任罗平批评美国的自由放任资本主义，并表示美国财政部开始印钞造成了美元贬值，美元的贬值从而降低了中国购买美国债券的价值。
2013年，53%的中国受访者对美国持负面看法。2016年略有改善，44%的中国受访者对美国持负面看法，而50%的受访者对美国持正面看法。香港凤凰卫视在2011年对50万中国网民进行的一项民意调查显示，60%的受访者认为本·拉登之死是一件令人悲伤的事情，因为“他是一名反美战士”。然而，国际公共广播电台的另一篇报道记录了中国社交媒体上更为复杂的反应，并指出大多数中国用户其实并不关心本·拉登的死亡。

#### 特朗普政府
自美国总统唐纳德·特朗普对中国发动贸易战，中国媒体开始放映朝鲜战争的电影以来，中国的反美情绪大幅上升。2019年5月，《环球时报》表示，“目前与美国的贸易战让中国人想起了朝鲜战争期间中美之间的军事斗争。”
据SET新闻报道，少数的中国网民认为武汉爆发的新型冠状病毒是美国实施的基因生物攻击。

## 另参照
- 美國反中情緒
- 中国反西方情绪
- 中国种族主义
- 中国反日情绪
- 中国反韩情绪
- 入关学
- 较量无声
- 反华情绪